# ماسیمیلیانو پسنتی
ماسیمیلیانو پسنتی (انگلیسی: Massimiliano Pesenti؛ زادهٔ ۱۳ آوریل ۱۹۸۷) بازیکن فوتبال اهل ایتالیا است.
از باشگاه‌هایی که در آن بازی کرده‌است می‌توان به باشگاه فوتبال آ. ث. لومتزانه و باشگاه فوتبال رجانا اشاره کرد.